# Urechelniță (insectă)
Urechelnițele sunt insecte din ordinul Dermaptera, găsite pretutindeni în America, Eurasia, Australia și Noua Zeelandă, cu o mai mare diversitate în zonele tropice și subtropicale. Cu 1800 de specii grupate în 12 familii biologice, sunt unul dintre cele mai mici ordine de insecte. Caracteristic pentru ordin sunt o pereche de cerci puternici la finalul abdomenului, curbați în formă de clește, deși anumitor specii parazite ale unor mici mamifere, aceștia lipsesc. Numele ordinului este dat de către setul de aripi membranoase, împăturite sub aripile principale chitinoase. Prima pereche de aripi, pieloase, sunt scurte, lăsând o parte din abdomen descoperită. Cele posterioare, mai mari, au formă de evantai, strânse sub cele anterioare prin două pliuri transversale, dar urechelnițele își folosesc rar capacitatea de a zbura. Au corpul lung și turtit dorso-ventral, antene lungi, filiforme și aparat bucal de tip masticator.
Exista credința populară că urechelnițele pot fi foarte periculoase pentru oameni deoarece ele pot intra în urechea omului, penetrând astfel timpanul.
Urechelnițele sunt nocturne; de obicei se ascund în locuri ferite și umede în timpul zilei, devenind active noaptea. Se hrănesc cu o varietate de insecte și plante. Se consideră a fi dăunătoare pentru unele culturi, în general specia Forficula auricularia, dar daunele nu sunt atât de mari deoarece se hrănesc în egală măsură cu alți dăunători. Majoritatea sunt independente, doar 15 specii fiind epizoice (parazite).
Dezvoltarea este heterometabolă; năpârlesc de 5 ori în primul an înainte de a deveni adulte. Multe specii de urechelnițe prezintă instincte materne, un lucru rar între insecte. Femelele îngrijesc ouăle chiar și după ce acestea se transformă în nimfe, chiar până la a doua năpârlire. Pe măsură ce năpârlesc se dezvoltă diferențe sexuale, în general în forma cercilor.
Resturi fosile din subordinul Archidermaptera datează din Triasicul târziu. Se presupune că mai multe ordine de insecte sunt înrudite cu urechelnițele, Grylloblattaria fiind cea mai apropiată.

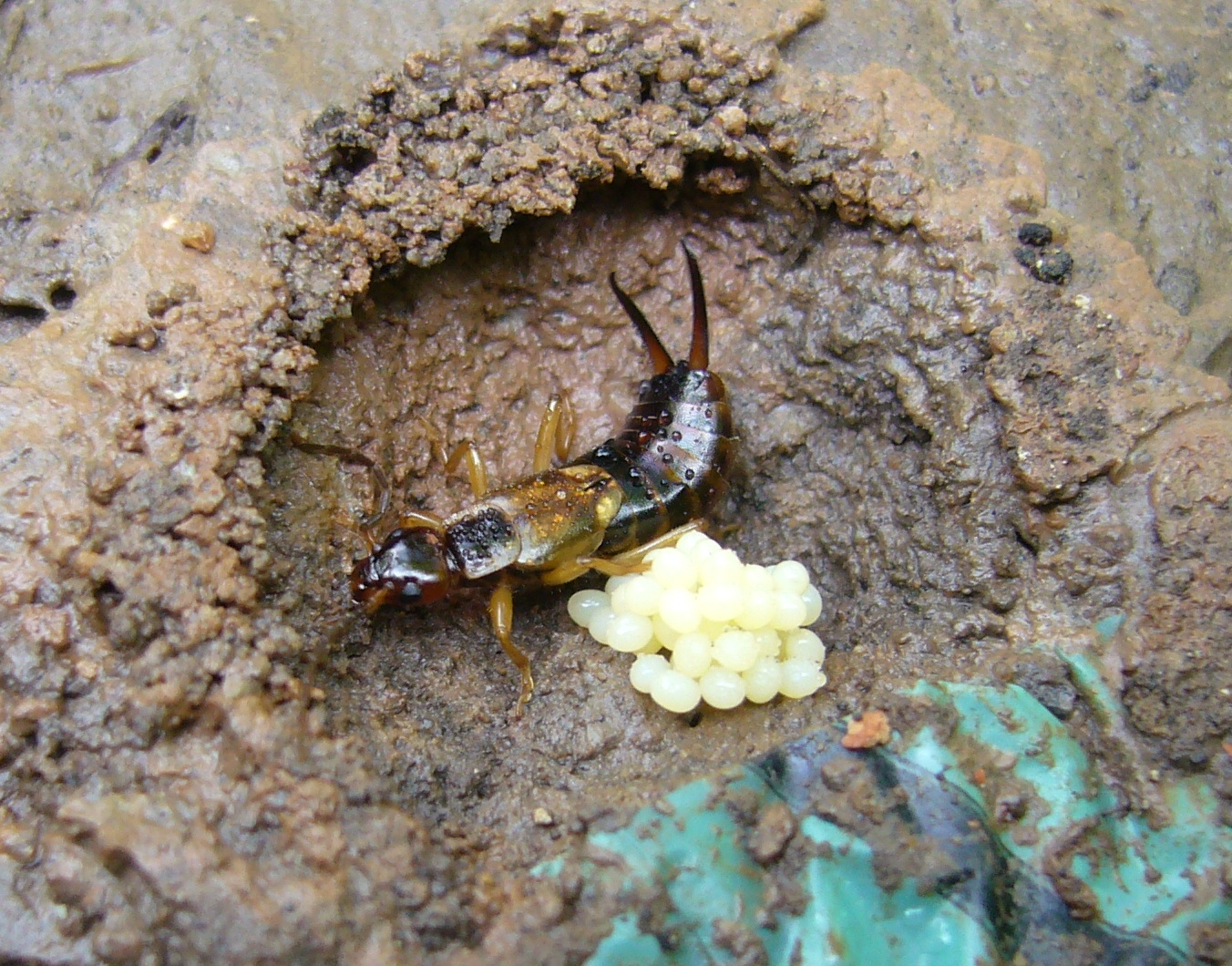
Femelă în cuib cu ouă

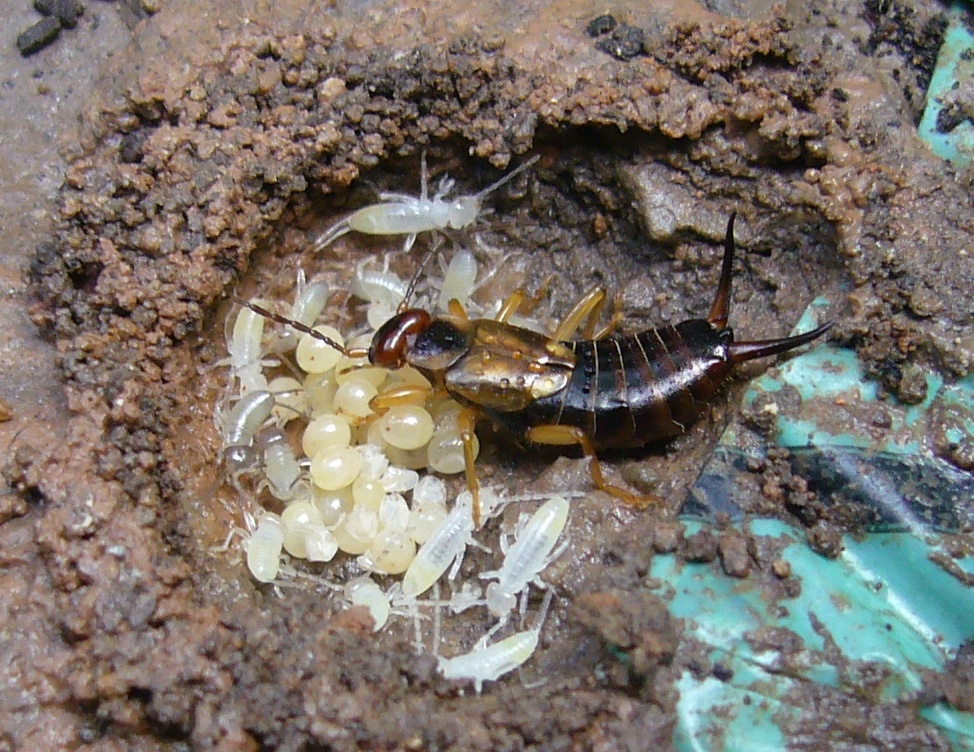
Femelă în cuib cu exemplare proaspăt eclozate

## Etimologie

Diagrama unei urechelnițe cu aripile deschise și închise. A se nota diferența între forma cercilor bazată în sexul insectei.

Numele științific al ordinului, Dermaptera, este de origine greacă, din cuvintele dermatos însemnând piele și pteron - aripă. A fost introdus de către Charles De Geer în 1773. Termenul popular provine din superstiția că urechelnițele își pot depozita ouăle în creierul uman perforând timpanul. Urechelnițele se ascund în locuri întunecate și umede, și există posibilitatea de a intra ocazional în canalul auditiv uman, dar fără ca acestea să caute în mod special prezența umană.

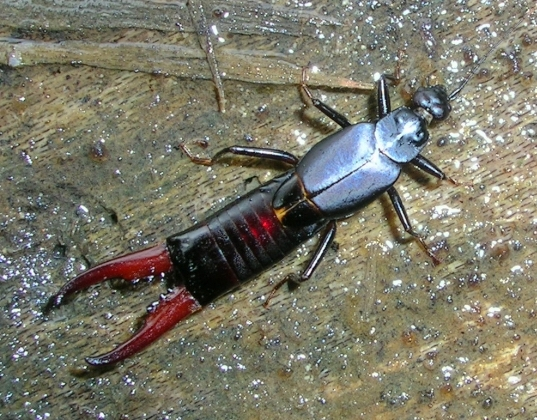
Urechelniță din zona Iruppu, Coorg, India

## Distribuție
Urechelnițele se găsesc în abundență în Americi și Eurasia. Urechelnița comună a fost introdusă în America de Nord în 1907 din Europa, și este mai întâlnită în statele din sud și sud vest. Singura specie nativă - Doru aculeatum se găsește în nord, chiar până în Canada, unde se găsește în mlaștinile din sudul statului Ontario. Alte familii care se găsesc în America de Nord sunt Forficulidae (Doru și Forficula), Labiidae, Anisolabididae, și Labiduridae.
Puține urechelnițe supraviețuiesc iernii în climatele reci și pot fi găsite în crăpături de scoarță, în câmpuri sau grădini. Din cele aproximativ 1800 de specii, 25 se găsesc în America de Nord, 45 în Europa (7 în Marea Britanie) și 60 în Australia.

### În România
Specii prezente în România:
- Apterygida albipennis (Charpentier)
- Chelidurella acanthopygia
- Chelidurella transsilvanica
- Forficula auricularia
- Labia minor

## Morfologie

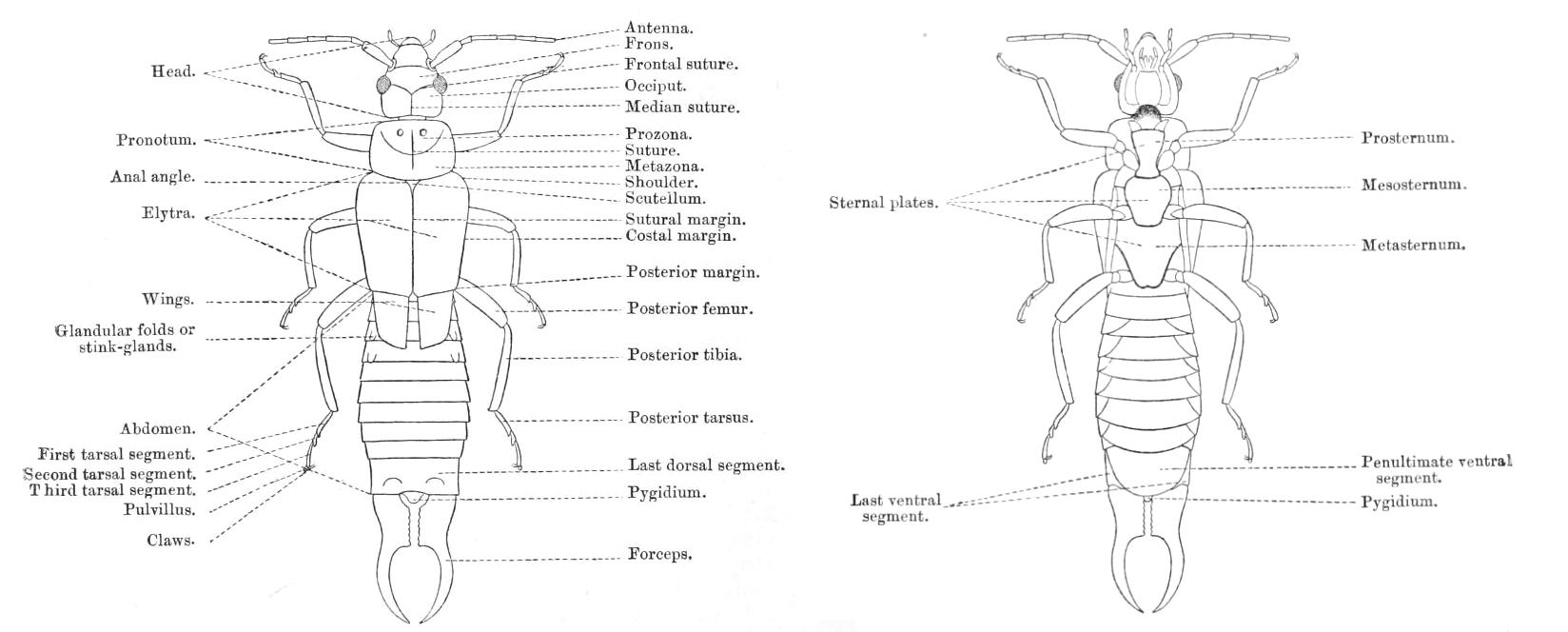
Morfologie externă mascul

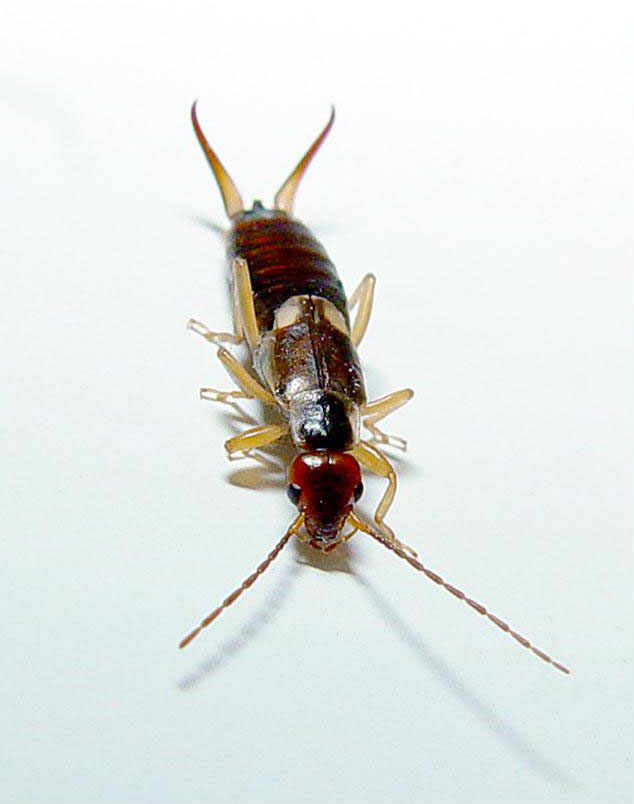
Urechelniță femelå într-o postură agresivă (specia Forficula auricularia)

Majoritatea urechelnițelor au o formă turtită și corp alungit pentru a încăpea în crăpături sau sub coaja copacilor, ajungând la 7–50 mm , deși pot crește și mai mult, precum urechelnița de Saint Helena care poate a ajunge la 80 mm lungime. Urechelnițele sunt caracterizate printr-o pereche de clești numiți cerci, cu formă de forceps prezenți pe abdomen; masculii îi au curbați iar femelele drepți. Cerci sunt folosiți pentru a fixa partenerul în timpul copulării sau prada în timpul alimentării, sau ca armă defensivă pentru a îndepărta agresori. În timpul zborului sunt ascunși sub tegmină (un tip de aripă modificată). Antenele au 10 sau mai multe segmente.
Primul set de aripi sunt oblice, scurte, cu o textură de piele acoperind aripile posterioare foarte fine, precum elitra unui gândac, în principal cu rol de protecție nu atît de zbor. Majoritatea speciile au aceasta structură, deși Arixeniina și Hemimerina nu au deloc aripi și sunt oarbe. Aripile secundare au o membrana foarte fină care se extinde radial dintr-un punct ascuns sub aripa chitinoasă. Chiar dacă majoritatea urechelnițelor sunt capabile de zbor, sunt foarte rar văzute zburând. Venatura (structura venelor) este unică. Speciile epizoice, câteodată considerate ectoparazite, nu au aripi.

### Morfologie internă
Sistemul neuroendocrin al urechelniței este tipic pentru insecte. Prezintă creier, un ganglion subesofageal, trei ganglioni toracici, șase ganglioni abdominali; un ganglion fiind o masă de neuroni. Neuronii conectează sistemul endocrin cu creierul și cu ganglionul frontal unde corpus allatum produce hormon juvenil III. Sistemul digestiv al urechelnițelor este similar cu cel al altor insecte, lipsind caecae gastrică. Tuburi malfigiane lungi și subțiri pot fi găsite între zona medie și cea posterioară.
Sistemul reproductiv al femelelor consistă dintr-o pereche de ovare, oviduct, spermatecă și cameră genitală. Canalele laterale permit ouălor să părăsească corpul, iar spermateca este locul unde sperma este păstrată. Spre deosebire de alte insecte, gonopora (por genital la inevertebrate) se deschide după al 7-lea segment abdominal. Ovarele sunt primitive prin faptul ca sunt politrofice; și prin faptul ca celulele ajutătoare și oocitele alternează de-a lungul ovariolelor. În anumite specii aceste ovariole lungi se ramifică din canalul lateral, iar în altele, ovariole scurte apar în jurul canalului.

## Ciclul de viață și reproducere

Ciclul vieții unei urechelnițe mascul de la ou la adult

Urechelnițele sunt hemimetabolice, însemnând ca trec prin metamorfoze incomplete (ou -> nimfă -> adult), dezvoltându-se între cele 4-6 năpârliri. Stadiile dintre năpârliri se numesc instar. Durata de viață a unei urechelnițe este de aproximativ un an de la eclozare. Procesul de împerechere începe toamna, masculul și femela putând fi găsiți împreuna toamna și iarna. După împerechere sperma rămâne în femelă pentru câteva luni până când ouăle vor fi fertilizate. În mijlocul iernii spre începutul primăverii masculul pleacă sau este alungat de către femelă. Femela va depune între 20 și 80 de ouă cu aspect perlat în decurs de 2 zile. Anumite urechelnițe, cele parazitice din subordinele Arixeniina și Hemimerina, sunt vivipare, dau naștere unor urmași vii care se vor hrăni cu un fel de placentă. Când sunt depuse, ouăle sunt albe sau de culoare crem și au o formă ovală, dar înainte de eclozare devin maron și cu formă de rinichi. Fiecare ou are aproximativ 1 milimetru înălțime si 0.8 milimetri lățime.
Urechelnițele sunt între puținele insecte non-sociale care arată instincte materne. Femela mamă dă multe atenție ouălor, precum căldură și protecție, deși anumite studii au arătat că mama nu dă atenție ouălor când le adună. Mama adună bile de ceară similare cu ouăle, deși după ceva timp acestea vor fi rejectate pentru că nu au mirosul specific. Mama va proteja viguros cuibul contra animalelor de pradă fără să se hrănească. Altă grijă a mamei este să curețe constant ouăle de ciuperci. Anumite studii au arătat că dorința de a curăța ouăle se menține mai multe zile după eclozare când ouăle eclozate au fost înlocuite cu alte ouă, femela a continuat să le curețe timp de 3 luni.
Ouăle eclozează în șapte zile. Mama poate asista nimfele în a ieși din ou. După eclozare, nimfa mănâncă coaja oului și continuă să trăiască cu mama. Nimfele arată similar cu părinții, doar mai mici și vor continua să locuiască în cuibul matern până la a doua năpârlire în iulie. Nimfele se hrănesc cu hrană regurgitată de către mamă, sau consumând propriile piei năpârlite. Dacă mama moare înainte ca nimfele să fie pregătite, există posibilitatea ca puii să o mănânce.:740
După cinci sau șase năpârliri nimfele ajung la stadiul de adult. Cerci masculilor se curbează, iar cei ai femelelor rămân drepți. Ajung de asemenea la culoarea lor naturală, care poate varia între maron deschis precum urechelnița Tawny, până la negru închis precum urechelnița Ringlegged). Pentru speciile înaripate, aripile încep să se dezvolte în acest stadiu. Aripile anterioare se sclerozează pentru a oferi protecție aripilor posterioare.

## Comportament

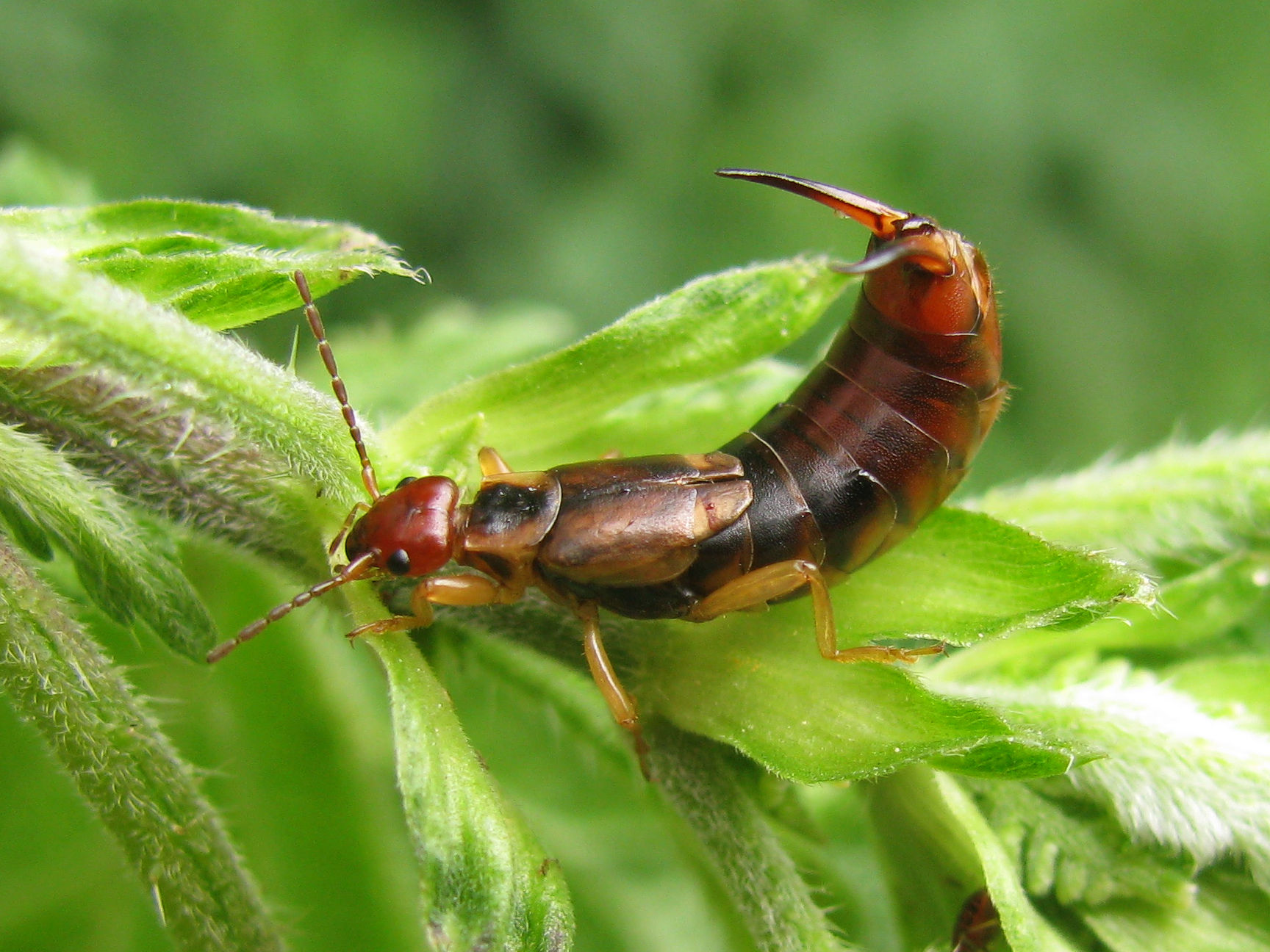
Femelă în poziție defensivă

Majoritatea urechelnițelor sunt nocturne locuind în crăpături ale stâncilor sau ale cojii copacilor. În Hawaii și Africa de Sud s-au raportat specii cavernicole, oarbe. 
Sunt omnivore, alimentându-se cu o varietate de plante și animale, atât vii cât și moarte. Pentru a se proteja de animalele de pradă, specia Doru taeniatum secretă și ejectează jeturi de lichid galben rău mirositor până la 10 cm distantă, secretat în glande poziționate pe partea dorsală a segmentelor abdominale trei și patru. Pentru a direcționa jeturile, își încovoiază corpul, o manevra care îi permite în același timp să folosească cerci în apărare (vezi imagine).
Urechelnițele sunt în general necrofage, dar unele sunt omnivore sau de pradă active. Abdomenul este flexibil și muscular. Cercii sunt utilizați pentru a fixa prada sau pentru a fixa partenerul în timpul copulării. Cercii masculilor au tendința de a fi mai curbați decât cei ai femelelor.

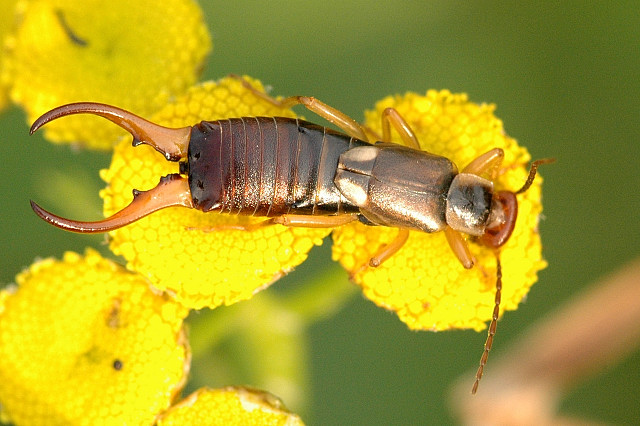
Mascul din specia Forficula auricularia hrănindu-se cu flori.

Urechelnița comună este una din puținele insecte care vânează activ prada și sunt omnivore, hrănindu-se cu artropode, plante sau fructe. Într-o mare măsură specia este de asemenea necrofagă, hrănindu-se cu plante și animale moarte când are ocazia. Printre insectele vânate de urechelnițe se numără, în general, păduchii de plante, dar și insecte mai mari, precum muștele din genul Calliphora. Plante cu care se hrănesc în mod normal includ trifoi, dalia, flori din genul Zinnia, Asclepias tuberosa, Alcea rosea, salată, conopidă, căpșună, floarea soarelui, țelină, piersici, prune, struguri, cartofi, trandafiri, fasole, sfeclă, iarbă; s-au reportat cazuri în care mâncau matasea porumbului, distrugându-l.
Speciile din subordinurile Arixeniina și Hemimerina sunt în general considerate epizoice, trăind pe corpul altor animale, în special mamifere. Speciile din genul Arixenia, familia Arixeniidae, subordinul Arixeniina sunt în mod normal găsite în cutele pielii sau a gușei liliacului malaiezian Cheiromeles torquatus, hrănindu-se aparent cu secrețiile corporale ale acestuia. Alte specii, precum Xenarina (tot din subordinul Arixeniina), se presupune ca se hrănesc cu guano sau cu artropode guanofile în cuibul liliacului, unde au fost găsite. Hemimerina include specia Araeomerus găsită în cuibul unor șobolani (Beamys major), iar Hemimerus a fost găsita pe șobolanul gigantic Cricetomys.
Urechelnițele sunt în general nocturne și se ascund în zone sau crevase întunecate și umede în timpul zilei. În case pot fi găsite în pereți sau în tavane. Interacțiunea cu ele rezultă în căderea libera a acestora ca măsura defensivă, continuată cu ascunderea în cea mai apropiată crăpătură. În timpul verii pot fi găsite lângă zone umede precum băi sau chiuvete. Mese de picnic, compost, gunoaie sau tomberoane, verande, ferestre, sau orice alte echipamente cu crăpături, chiar plante precum anghinare, sunt potențiale locuri unde pot fi găsite.

### Prădători și paraziți

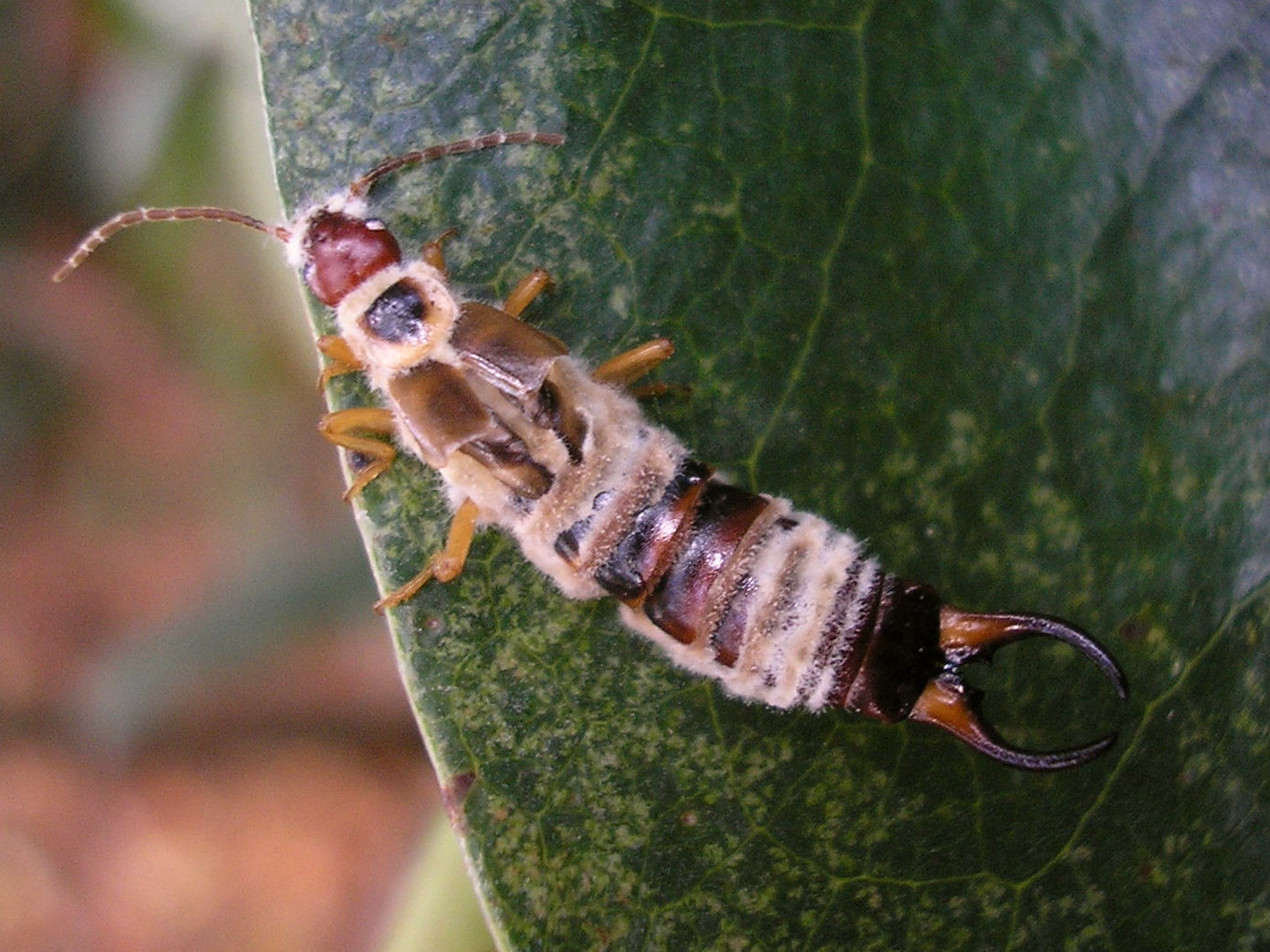
Mascul mort Forficula auricularia cu ciuperci- posibil Entomophaga

Urechelnițele sunt hrană pentru pasări în special, dar precum majoritatea insectelor sunt pradă pentru mamifere insectivore, amfibieni, șopârle, centipede și păianjeni. Naturaliștii europeni au observat lilieci hrănindu-se cu ele. Insectele din speciile parazitice Tachinidae, sunt muște tachinide ale căror larve sunt entoparaziși pentru urechelnițe. O specie de muscă tachinidă Triarthria setipennis a fost folosită cu succes ca instrument de control biologic pentru urechelnițe pentru mai mult de un secol. Ocytata pallipes, o altă muscă parazită prezintă caracteristici similare ca agent biologic. Viespea comună (Vespula maculifrons) se hrănește cu urechelnițe când aceaste abundă. O specie de viermi,Mermis nigrescens, este cunoscută ca parazit ocazional pentru urechelnițele care au consumat ouăle viemelui de pe plante. Cel puțin 26 de specii de ciuperci parazite din ordinul Laboulbeniales au fost identificate pe urechelnițe. Ouăle și nimfele sunt uneori canibalizate de către alte urechelnițe. O specie de căpușă tyroglyphoidă, Histiostoma polypori (Histiostomatidae, Astigmata), este adesea observată pe urechelnițele comune, adesea în densități mari; dar această căpușă se hrănește cu cadavre de urechelniță și nu cu gazda sa vie folosită ca transport. Hippolyte Lucas a observat acarieni pe urechelnița europeană.

## Evoluție

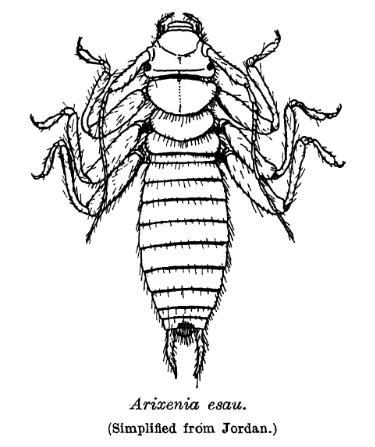
Arixenia esau, subordinul Arixeniina

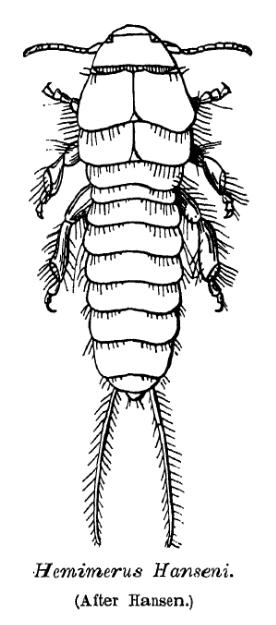
Hemimerus hanseni, subordinul Hemimerina

Resturile fosile ale ordinului Dermaptera încep în Triasicul târziu până în Jurasicul timpuriu. S-au găsit circa 70 de specimene în Australia, Kazahtan și Anglia din familia dispărută Archidermaptera. Câteva dintre trăsăturile atribuite urechelnițelor moderne nu apar în fosilele timpurii, dar adulții au tarsii (ultimul segment al piciorului de artropod) cu cinci segmente, saci ovipari bine dezvoltați, tegmina și cerci segmentați. Cerci nu erau curbați și probabil nu erau folosiți ca cei din prezent .
Protelytroptera este considerat grupul central al ordinului Dermaptera. Aceste insecte, care seamăna cu grupul modern Blattodea sau cu gândaci cu aripi tip carapace și cu orificiu anal mare și inegal, sunt cunoscute din Permian în America de Nord, Europa și Australia. Nu există fosile din Triasic când schimbări morfologice au avut loc din Protelytroptera spre Dermaptera. Ordinul cel mai apropiat și cel mai probabil este Grylloblattaria, descris de către Giles in 1963. Există și alte argumente de către alți autori care le conectează cu Phasmida, Embioptera, Plecoptera și Dictyoptera.
Ordinul Archidermaptera este considerat a fi înrudit cu grupul urechelnițelor actuale. Acest subordin are tarsii cu cinci segmente, spre deosebire de trei la celelalte subordine, iar cerci nu sunt segmentați pentru Hemimerina și Arixenina; totuși nu sunt cunoscute fosile de Hemimerina sau ARixenina. Specile din Hemimerina au fost grupate în trecut în propiul lor ording Diploglassata, Dermodermaptera sau Hemimerina. Precum alte specii epizoice nu există resturi fosile, dar probabil nu sunt mai vechi de Terțiar târziu.
Dovezi ale unei evoluții timpuri sunt structura unui organ numit inimă antenală (un organ pulsatil la insecte ) consistând din două ampule sau vezicule , atașate cuticulei frontale la baza antenelor. Aceste caracteristici nu sunt găsite la alte insecte. Un organ independent există pentru fiecare antenă consistând dintr-o ampulă, atașata la cuticula medie la baza antenei și formând un sac cu un ostium cu valvă pe partea ventrală. Aceastea pompează sânge prin elasticitatea țesutului de legătură și nu prin acțiunea unui mușchi.

## Taxonomie

### Caracteristici
Caracteristicile care diferențiază ordinul Dermaptera de alte insecte sunt:
- Forma generală a corpului: alungită; zona dorso-ventrală turtită.
- Cap: prognatism. antene segmentate. Tip de gură adaptată pentru mușcături. Oceli nu sunt prezenți, ochi compuși în majoritatea cazurilor, reduși sau absenți în anumite familii.
- Apendici: două perechi de aripi sunt în general prezente. Aripile frontale sunt modificate și folosesc ca teci scurte, fără vene. Aripile posterioare sunt membranoase și semicirculare cu vene radiale.
- Abdomen: Cerci nu au segmente și au formă de forceps. Ovipositorul femelei este redus sau absent.

Majoritatea speciilor de urechelnițe sunt aparțin subordinului Forficulina, grupate în 9 familii cu 180 de genuri, incluzând Forficula auricularia, urechelnița europeană comună. Speciile de Forficulina sunt organisme independente (non parazitare), cu aripi funcționale. Prima specie epizotică a fost descoperită in 1909 pe corpul unui liliac malaiesian bulldog chel și a fost descrisă de către Karl Jordan. În anii 1950 subordinele Arixeniina și Hemimerina au fost incluse în Dermaptera.
Arixeniina este reprezentată prin două genuri, Arixenia și Xeniaria, totalizănd cinci specii. Ca și Hemimerina, sunt oarbe și fără aripi, cu cerci filiformi segmentați. Hemimerina sunt ectoparaziți vivipari, preferând blana rozătoarelor africane din genurile Cricetomys sau Beamys. Hemimerina are de asemenea două genuri, Hemimerus și Araeomerus, cu un total de 11 specii.

### Filogenie
Ordinul Dermaptera (= Euplecoptera, Euplexoptera, sau Forficulida), cu 1800 de specii, 3 subordine și 11 familii este relativ mic comparat cu alte ordine ale clasei Insecta. În acest număr nu sunt incluse speciile din subordinul dispărut Archidermaptera cu familia sa Protodiplatyidae. Filogenia ordinului este încă disputată. Speciile actuale par a fi monofiletice și există suport pentru monofilia familiilor Forficulidae, Chelisochidae, Labiduridae și Anisolabididae, dar se sugerează că Forficulina este parafiletică prin excluderea familiei Hemimerina care ar trebui sa fie inclus în Forficulina.

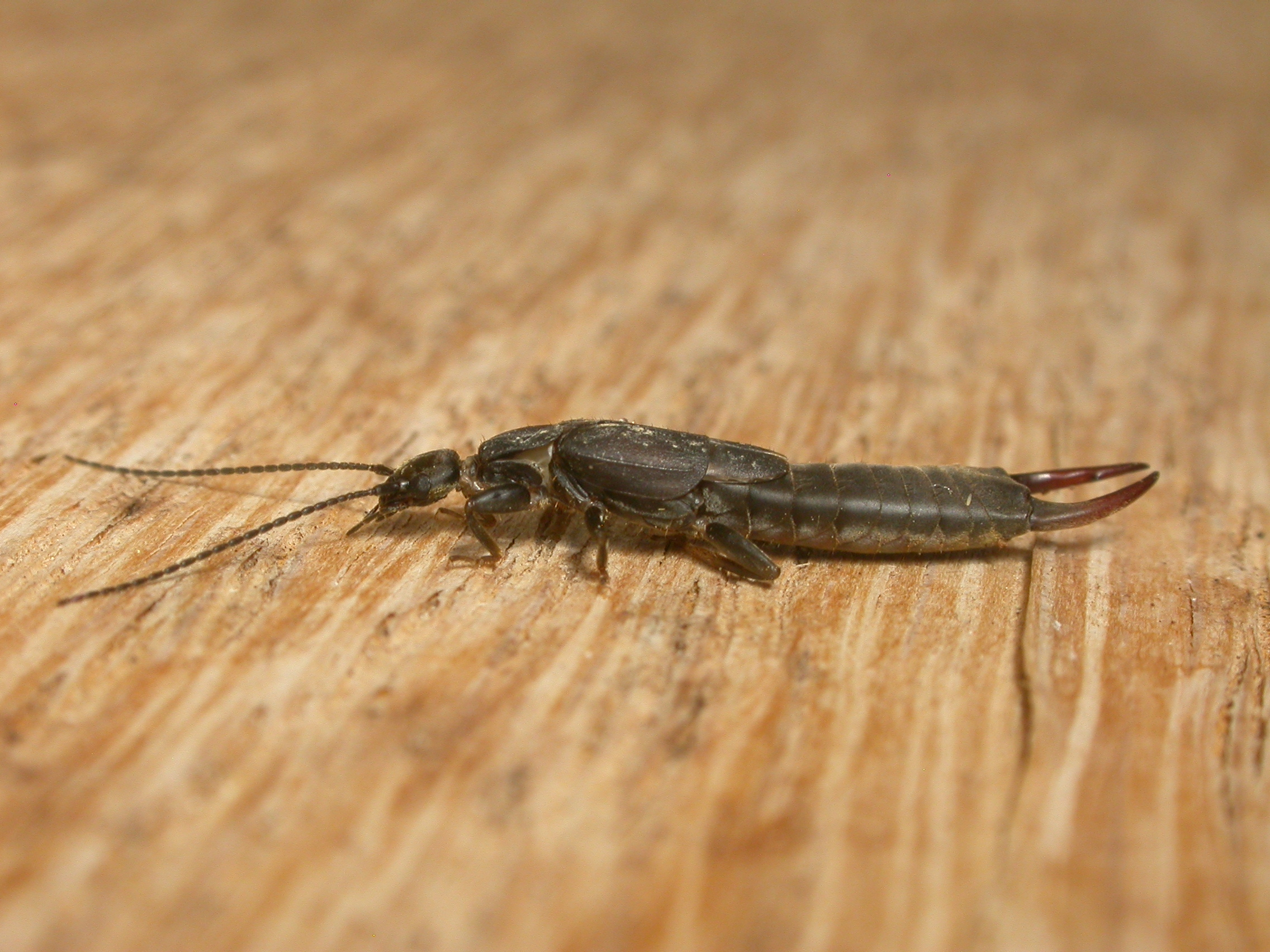
Specia Nala lividipes, familia Labiduridae

Filogenie - Diagramă cu evoluția urechelnițelor, bazată în analiza lui Grimaldi și Engel (2004)

Subordinul Archidermaptera †

Protodiplatyidae
Subordinul Arixeniina
Arixeniidae
Subordinul Forficulina
Anisolabididae
Apachyidae
Chelisochidae
Diplatyidae
Forficulidae
Karschiellidae
Labiduridae
Labiidae
Pygidicranidae
Subordinul Hemimerina
Hemimeridae

## Relațiile cu oamenii

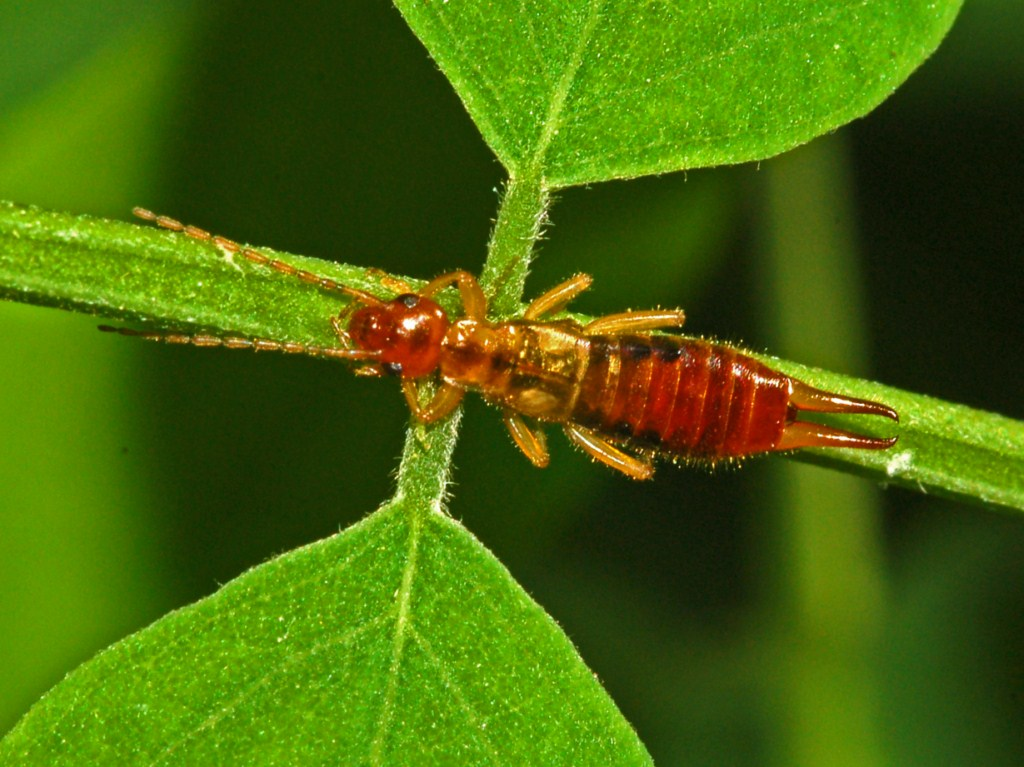
Forficulidae - Forficula pubescens

Urechelnițele sunt comune și se întâlnesc în multe dintre arealurile locuite de oameni. Nu există nici o dovadă că ar transmite boli oamenilor sau altor animale. Cerci par periculoși, dar chiar și cleștii curbați ai masculilor pot cauza foarte puține daune oamenilor. Este un mit urban comun că urechelnițele caută canalul auditiv uman pentru a-și depune ouăle. Cazurile în care urechelnițe ajung în urechile umane sunt rare, întrucât aceste specii preferă locurile întunecate și umede, precum pivnițele, decât dormitoarele. Este încă dezbătut dacă prezența lor este dăunătoare sau benefică culturilor deoarece se hrănesc atât cu insecte dăunătoare culturilor, precum afide, cât și cu frunzele plantelor. Se consideră ca ar fi nevoie de o populație mare pentru a face daune semnificative. Urechelnița comună se hrănește cu o varietate de plante, frunze și petale. Se menționează cazuri de pierderi economice în fructe și vegetale, cu exemple de flori, Humulus, porumb în Germania, iar în sudul Franței s-au observat urechelnițe hrănindu-se cu piersici și caise, atacând fructe mature și lăsând urme de 3–11 mm în diametru.